# Элльман-Ээльма, Эдуард
Эдуард Элльман-Ээльма (эст. Eduard Ellmann-Eelma, 7 апреля 1902, Санкт-Петербург, Российская империя — 16 ноября 1941, Киров, СССР) — эстонский футболист, нападающий. Лучший бомбардир национальной сборной Эстонии довоенного времени.

## Биография
Выступал за таллиннские клубы «Калев» (1921—1924), «Таллин ЯК» (1925—1930) и «Эстония» (1931—1935). В составе каждой команды получил титул чемпиона Эстонии (всего стал чемпионом пять раз).
22 июля 1921 года дебютировал в составе национальной сборной, дома эстонские футболисты сыграли вничью со сборной Швеции.
Участник летних Олимпийских игр 1924 в Париже. Двукратный обладатель Балтийского кубка (1929, 1931). Самый результативный игрок этих турниров. В составе главной команды страны выступал на протяжении 14 лет. Всего провел 59 матчей, забил 21 мяч.
В июне 1941 года был арестован органами НКВД и приговорен к смертной казни. Казнён 16 ноября того же года в кировской тюрьме.

## Достижения
- Чемпион Эстонии (5): 1923, 1926, 1928, 1934, 1935.
- Обладатель Балтийского кубка (2): 1929, 1931.

## Ссылка
- Профиль на сайте Eu-Football.info (англ.)
- Профиль на сайте RSSSF (англ.)